# 스타니슬라프 그로스
스타니슬라프 그로스(체코어: Stanislav Gross, 1969년 10월 30일~2015년 4월 16일)는 체코의 정치인이다. 소속 정당은 체코 사회민주당이다.

## 생애
1989년 벨벳 혁명과 함께 창당한 체코 사회민주당의 설립 과정에 참여했다. 1992년 6월 6일부터 2004년 9월 21일까지 체코 의회의 중앙보헤미아 주 대표 의원을 역임했다.
2000년 4월 5일부터 2004년 8월 4일까지 체코 내무부 장관을 역임했으며 2004년 6월 26일부터 2005년 4월 26일까지 체코 사회민주당 대표를 역임했다.
2004년 8월 4일에 제5대 체코의 총리로 취임했지만 자신의 저택 구입에 관한 의혹이 제기되었고, 이에 2005년 4월 25일 총리직에서 사임했다. 이후 2015년 4월 16일 근위축성 측색 경화증으로 인해 향년 45세를 일기로 사망했다.